# 岡安譲
岡安 譲（おかやす ゆずる、1974年5月26日 - ）は、関西テレビ編成局アナウンス部所属のアナウンサー。

## 来歴
埼玉県久喜市の出身で、小学生時代にテレビ朝日のプロレス中継を通じて古舘伊知郎（元・同局アナウンサー）の実況に憧れたことからアナウンサーを目指した。
小学校からの卒業後は、慶應義塾中等部から慶應義塾高等学校を経て慶應義塾大学法学部政治学科へ進学。自由民主党参議院議員の和田政宗（広報副本部長）は大学時代からの親友で、就職活動でもNHKと関西テレビのアナウンス職試験を一緒に受けていた。その結果、和田はNHKに採用。自身は関西テレビの試験に合格したため、大学卒業後の1997年4月1日付でアナウンサーとして入社した。
上記のように大学生時代まで関西地方と縁がなかったにもかかわらず、関西テレビへの入社を希望したのは、同局のアナウンサーであった杉本清への憧れであったから競馬中継の実況を志していたことによる。岡安は大学生時代から競馬自体への造詣を深めていることもあり、入社後は競馬中継の実況に力を入れている。折しも、関西テレビでは、岡安の入社と入れ替わる形で杉本が定年退職。先輩アナウンサーの豊田康雄も、報道番組のキャスターに専念すべく、競馬の担当から離脱することとなり、その豊田の後任で岡安が競馬実況を担当することとなった。
2012年には、第60回阪神大賞典中継（3月18日放送）の実況が高く評価された末に、2013年度FNSアナウンス大賞の「大賞」を受賞した。この賞は関西テレビを含むFNSの加盟局から「最も優秀」と評価されたアナウンサーに贈られるもので、関西テレビからの受賞者は、杉本・山本浩之・馬場鉄志・豊田に次いで5人目である。
その一方で、2006年4月5日から2017年3月24日までの平日の夕方には、関西ローカル向け報道・情報番組（『FNNスーパーニュースアンカー』→『 ゆうがたLIVE ワンダー』→『 みんなのニュース ワンダー』）でキャスターを務めていた。本人によれば、「ニュースキャスターへの転身は本意ではなかったが、続けるうちに、競馬実況と甲乙が付けられないほど好きな仕事になった」という。
『スーパーニュースアンカー』では2012年9月28日までサブキャスターを務めていたが、2013年9月30日からアンカーマン（メインキャスター）へ昇格したことに伴って、競馬実況から一時離脱。ただし、週末に放送される競馬・プロ野球以外のスポーツ中継では、引き続き実況を担当していた。
2017年3月24日の『みんなのニュース ワンダー』最終回をもって、足掛け11年担当してきた平日夕方の報道・情報番組のニュースキャスターから勇退したことを機に、4月2日放送分の『KEIBA BEAT』から競馬中継へ復帰。スタジオでの進行担当やゲート前のリポーターとしてブランクを埋めた後に、2018年1月7日の寿ステークス中継から実況を再開していた。2023年2月26日放送分から、スタジオでの進行担当に復帰する傍らレース実況も行うことになった。
なお、勤務する関西テレビはテレビ単営局だが、2021年度にはラジオ大阪（フジサンケイグループのラジオ単営局）の『カンテら!』（事前収録番組で毎週火・水曜日の未明に放送）のパーソナリティ陣にも名を連ねていた。

## 人物
身長169.9cm、体重55kg。メイクにこだわり、メイクセットを持ち歩いている。エアロビクスを趣味とし、「そのうち大会に出ようと思います」と語っている。無類のスイーツ好きで、スイーツ食べ歩きも趣味とする。このため競馬以外ではこの分野にも力を入れており、「オカヤスイーツ博士」というキャラクターに扮しスイーツをテーマとした番組を担当。関西テレビのホームページ上でもスイーツに関するコラムを執筆し、雑誌のスイーツ特集にもしばしば登場する。さらに、過去に数回「オカヤスイーツプロデュース」と銘打ったオリジナルスイーツも販売したことがある。

### 主な仕事歴
- 『笑っていいとも!』では、入社した年の9月29日放送で、通常はフジテレビのアナウンサーが務めるテレフォンショッキングコーナーの担当アナウンサーとなった。これは関西テレビが本社をそれまでの西天満から扇町に移転し、そのお祝いとして『SMAP×SMAP』の生放送が行われる旨を告知するためだった[9]。
- 2004年6月3日より、前月に関西テレビを定年退職した桑原征平の後任として『めざましテレビ』の全国向け中継リポーターを務める。
  - 2006年4月3日 - 8日（最終日は土曜日だったため『めざましどようび』）には一週間通して京都から生中継で登場した。
  - 同じ年の8月14日 - 18日には、2週間夏休みをとっていたキャスター・大塚範一に代わって2週目のピンチヒッターを務めた。これは桑原ですら過去に務めたことがない（1週目は当時テレビ宮崎アナウンサーの高橋巨典が担当した）。
- 同月開催のFNS25時間テレビ関西テレビ代表としてトリビアをプレゼンし、同局準決勝進出のきっかけを作る。
- 2007年、『FNNスピーク』のキャスター・奥寺健の夏休みに伴う代行としてフジテレビに出張し、昼の全国ニュースのキャスターを務めた。同年8月20日には中華航空120便炎上事故が起こり、引き続き報道特別番組も進行した。
- 競馬中継では、同年10月14日、第12回秋華賞でGI初実況。馬場鉄志の定年後は、桜花賞、菊花賞、天皇賞（春）とエリザベス女王杯および凱旋門賞を担当している。2011年の第72回菊花賞ではオルフェーヴルの牡馬三冠達成の瞬間を伝え、関西テレビのアナウンサーとしては松本暢章・杉本清・石巻ゆうすけ・馬場鉄志・大橋雄介・川島壮雄・吉原功兼（達成順。杉本、川島は牡牝両方[10]。石巻、大橋、吉原は牝馬三冠）に次いで5人目の三冠達成実況アナウンサーとなった。なお、三冠達成時の実況は「これが第7代の三冠馬だ!」である[11]。
- 2020年に、菊花賞において三冠達成の実況アナウンサーである馬場鉄志・杉本清と3人の対談（※Number競馬特集号）が行われ、この様子はyoutubeで見ることができる[12]。

## 出演番組

### 現在
- ごきげんライフスタイル よ〜いドン! - 天気予報を毎週水曜日に担当。2021年には、「スシローCafe部」（あきんどスシローの店舗向けスイーツを開発する部署）とのコラボレーション企画で、「オカヤスイーツ考案　混ぜて飲むきなこプリン」という期間・地域限定メニューを開発した（8月3日から近畿2府4県・徳島県内の店舗内限定で発売）[13]。
- KEIBA BEAT
- 大阪国際女子マラソン - 1998年度・2003年度 - 2014年度・2016年度・2018年度・2019年度に中継のリポーターを務めた。2016年度は折り返し地点からのリポート、2018年度・2019年度はバイクリポートを担当。2020年度の第40回大会で、フルマラソン中継としては入社後初めての実況を任されていた[14]。2021年度・2022年度にもメイン実況を担当。
- カンテレNEWS（不定期）

### 過去
- おチャの「ま」（サブ司会）
- GO!GO!ガリバーくん
- あな金
- 噂のポロリン
- オカヤスイーツ博士
- おこしやす!KYOTO（CS 関西テレビ☆京都チャンネル）
- 謎パラ?（CS 関西テレビ☆京都チャンネル）
- sweet paradise（CS 関西テレビ☆京都チャンネル）
- 新・ミナミの帝王（2010年9月21日） - ニュースキャスター 役
- 流行りん♥モンロー! - VTR出演
- めざましテレビ（全国中継）
- ハピくるっ!（水曜日）
- ごきげんライフスタイル よ〜いドン!（不定期）
- KTVニュースフラッシュ（ローカルニュース）:『FNNスーパーニュースアンカー』のアンカーマンを担当していたため、出演は少なかった。
- FNNスーパーニュースアンカー - メインキャスター（アンカーマン）（月 - 金曜日、2013年9月30日 - 2015年3月27日[15]）
- ゆうがたLIVE ワンダー → みんなのニュース ワンダー- メインキャスター（ニュースキャスター） （月 - 金曜日、2015年3月30日 - 2017年3月24日）
- ON 異常犯罪捜査官・藤堂比奈子 第4話（2016年8月2日）- アナウンサー役で出演。
- 春の高校バレー
- DREAM競馬
- 10分間の極限SHOW〜10ミニッツ
- カンテら!（ラジオ大阪）- 「ラジオパーソナリティ」として、同僚アナウンサー1名とのコンビで随時出演。初出演は2021年5月25日放送分で、「岡安アナのオススメスイーツ」（YouTubeの関西テレビ公式チャンネルで同年4月から配信中の動画コンテンツ）で「助手」を務める藤本景子と共にパーソナリティを担当。同年6月27日放送分の『カンテレ通信』（関西テレビの広報・自社批評番組）では、藤本との打ち合わせから初収録までの模様に密着した取材の模様が紹介された。2022年3月30日放送分で終了することに伴って、パーソナリティとしては同月8日放送分まで出演。

## 競馬GI担当レース
前述の通り「スーパーニュースアンカー」のアンカーマンに就任したものの、本人の強い希望で競馬実況は続けるということを自身のTwitterで表明していたが、2014年5月4日開催の天皇賞（春）をもって競馬実況から引退することを自身のブログで表明した。2017年3月24日をもってニュースキャスターを引退したことに伴い、翌週4月2日のKEIBA BEATにて3年ぶりに競馬中継に復帰。2018年11月11日開催のエリザベス女王杯にて、4年6ヶ月ぶりにGI実況を担当した。

### 日本国内
- 桜花賞（2011年 - 2013年）
- 天皇賞（春）（2010年 - 2014年・2020年 - 2021年）
  - このうち2011年開催はテレビ地上波では関西テレビ1社のみ放送[16]）
- 宝塚記念（2019年・2022年 - ）
- 秋華賞（2007年）
- 菊花賞（2010年 - 2013年）
- JBCレディスクラシック（京都ダート1800m、2018年）
- エリザベス女王杯（2010年 - 2013年・2018年 - 2021年[17]）
- マイルチャンピオンシップ（2008年 - 2009年・2022年 ‐ ）
- 朝日杯フューチュリティステークス（2018年[18]）
- 有馬記念（2021年）メロディーレーン専用実況
- 中山大障害（2022年）オジュウチョウサン専用実況

### 海外
- 凱旋門賞（ フランス、2010年 - 2012年）
  - 関西テレビローカルの放送で配信映像を見ながら実況する。国内レース同様馬場から引き継いだ。
  - 2012年の第91回凱旋門賞は『Mr.サンデー』拡大スペシャル内にて現地から実況生中継を行った。
  - 2013年の第92回凱旋門賞は『スーパーニュースアンカー』の2代目アンカーマン就任のため辞退した（この年の実況はフジテレビの青嶋達也が担当した）。
- ドバイシーマクラシック (2010年)
- ドバイワールドカップ (2011年)